# Prințul George William al Marii Britanii

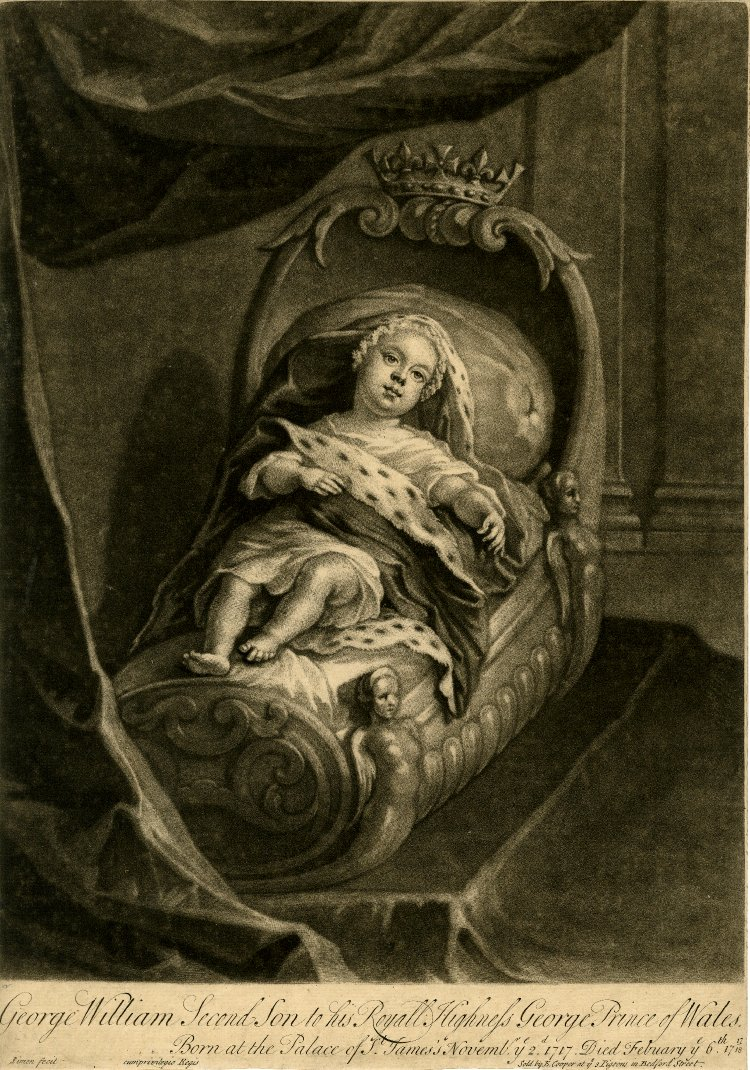
Prințul George William al Marii Britanii

Prințul George William (13 noiembrie 1717 – 17 februarie 1718) a fost membru al familiei regale britanice, fiu al regelui George al II-lea al Marii Britanii și al reginei Carolina. În momentul nașterii sale, părinții lui erau Prinț și Prințesă de Wales. Prințul George William a murit la vârsta de 3 luni și patru zile.

## Biografie
Prințul George William s-a născut la Palatul St James din Londra. Tatăl lui a fost Prințul George, Prinț de Wales, fiul cel mare al regelui George I. Mama lui a fost Caroline de Ansbach, fiica lui Johann Friedrich, Margraf de Brandenburg-Ansbach. La douăzeci și șase de zile după naștere a fost botezat la Palatul St James de episcopul Londrei, John Robinson. Nașii lui au fost: bunicul său regele, Ducele de Newcastle și Ducesa de St Albans.
Botezul a dus la o ceartă în familie. Părinții sugarului au vrut să-i dea numele de Louis, și au sugerat pe regina Prusiei și pe Ducele de York în calitate de nași. Regele a ales numele de George William, și, se presupune că în urma obiceiului, l-a numit pe Lordul Chamberlain, ducele de Newcastle, ca unul dintre nașii de botez ai copilului.
Regele s-a înfuriat când Prințul de Wales, care îl displăcea pe Newcastle, l-a insultat verbal pe duce după botez. Prințul de Wales a fost alungat de la curte; Prințul și Prințesa de Wales s-au mutat în Casa Leicester, în timp ce copiii lor au rămas în grija regelui. Caroline s-a îmbolnăvit de griji și a leșinat în timp ce-și vizita în secret copii, fără aprobarea regelui. În ianuarie, regele i-a permis acces nelimitat Carolinei. În februarie, Prințul George William s-a îmbolnăvit iar regele a permis ambilor părinți să-l vadă la Palatul Kensington. Când George William a murit, o cercetare post-mortem a dovedit că motivul decesului a fost o boală (un polip pe inima), mai degrabă decât separarea de mama sa.